# 聯合國亞洲太平洋資訊通信教育院
聯合國亞洲太平洋信息通信教育院，或稱亞洲太平洋信息通信教育中心、亞太資訊通信發展培訓中心（UN-APCICT，全称為UN Asian and Pacific Training Centre for Information and Communication Technology for Development），又稱亚太经社会亚太信息和通信技术促进发展培训中心（ESCAP Asian and Pacific Training Centre for Information and Communication Technology for Development），是在亞洲太平洋地區培養信息通信技術人才、並消除各國之間信息差距的亞洲第一個專業性資訊通信技術促進發展教育機關。此教育院於2006年設立於大韓民國仁川，成為第一個設址在韓國的聯合國下屬機構。

## 建立宗旨
APCICT是由聯合國亞太經社會（UNESCAP）於2006年6月所建立的資訊通信領域的培訓中心，總部設在仁川。其宗旨是透過培訓和諮詢專案，幫助強化亞太經社會各成員國資訊通信領域的能力建設，以利用資訊通信技術促進經濟社會的發展。
聯合國亞洲太平洋信息通信教育院的使命為，透過培訓計劃，使聯合國亞太經社會的亞洲和太平洋之成員和準成員能夠利用信息通信技術為社會經濟的可持續發展為宗旨。

## 項目
聯合國亞洲太平洋信息通信教育院為達成目標，其工作主要有三項基石：
- 培訓：強化政策制定者和ICT專業人士的信息通信技術知識和技能，並加強ICT信息通信教育教員和機構的能力；
- 研究：承接關於在信息通信方面的人力資源的發展；
- 諮詢：提供成員和準成員國人力資源開發方案的諮詢服務。

APCICT已經發布了五項關於信息和通信技術人力資源能力的知識產品
。
自2006年以來，APCICT已在29個亞太國家推出能力建設項目，並擴及非洲的額外項目，並有擴展到中東的計劃。該中心的努力所及，已近12000人。
2008年，APCICT為政府決策者推出了系列手冊，題為《政府領導人信息通信技術要點學院》。截至2014年，該手冊含有10個模組，並有12種語言版本，包括英語，俄語，越南語和普什圖語。2011年第二版再版，正編輯的第三版將處理可持續發展和新興電子政務。
2012年，APCICT考慮到青少年信息通信教育的重要性，推出了2012年的《入門手冊系列》的指導方針，截至2014年，有5種語言版本，並於90多所大學舉辦研討會，觸及6000名與會者。 

## 院長
聯合國亞洲太平洋信息通信教育院長李賢淑（이현숙；）博士為喬治亞理工學院及德洲大學達拉斯分校的前任教授，在1997到2001年之間，她擔任企業內聯網項目經理，然後擔任聯合國非洲經濟委員會的信息技術中心主任，為政策制定者，信息通信技術專業人士和企業提供建議。

## 同址機構
联合国亚洲太平洋信息通信教育中心（UN－APCICT）和联合国亚太经济与社会理事会（UN ESCAP）东北亚地区事务所、联合国国际减灾战略秘书处（UNISDR）东北亚地区事务所、联合国国际贸易委员会（UNCITRAL）亚太地区中心等4家机构办事处於2013年入驻仁川松岛国际新城I-Tower大楼工作。全為填海而造占地约607公顷的松島新城预计到2020年全部建成，将成为东北亚地区国际商务中心。联合国亚太经社会表示，在亚洲和太平洋地区此次区域中，面临成员间在经济发展的显著差距与多样性，应考虑其发展模式并投资于绿色成长。